# ZERO (ブランド)
ZERO（ゼロ）は、株式会社ビジュアルアーツ傘下のアダルトゲームのブランド。

## 特徴
陵辱系やロリータ系など、マニアックな趣向の作品を制作する。
ZEROがビジュアルアーツ内の他ブランドと大きく異なる点は、「ZEROに所属するスタッフ」がいない所である。実際にZEROのゲームが作られる場合には、
- ビジュアルアーツ内の他ブランドに所属するスタッフが制作している
- ビジュアルアーツ内で新規ブランドを立ち上げる前の「実験作」として制作される

といったケースがある。
前者のケースで有名なものとして、『はじめてのおるすばん』にスタジオメビウスのスタッフが関与していた、という話がある。
このため、作品の制作スタッフは基本的に非公開であり、それを逆手に取り「はじめてのおるすばん」などのエンディングでは「モザイクをかけたスタッフロール」が定番ネタとなっている。
また、『吐溜 -TRASH-』はI'veが初めて起用された作品として知られている。

## 作品一覧
※廉価版・再発売作等は除く。

### 2003年以前 (主要作品)
- 1997年 - 「密猟区」
- 1998年 - 「みせたがり」 「許嫁」
- 1999年 - 「吐溜 -TRASH-」 「Sweet Palace」
- 2000年 - 「いいなり」 「陵辱バスツアー」
- 2001年 - 「はじめてのおるすばん」
- 2002年 - 「はじめてのおいしゃさん」 「なりきりプリンセス」
- 2003年 - 「えろコン ～Erotic Controller 4U～」「いたいけな彼女」

### 2004年以降
- 2004年3月26日 - 妄想念波通信
- 2004年7月23日 - 蒼い海でヤりすてや ～残虐!生撮りライブ～
- 2004年9月24日 - Real ～欲望のレール～
- 2005年4月28日 - ママにおしおき ～ボクもうガマンできない～
- 2005年5月27日 - 教えてお義姉さん ～兄嫁の淫らな昼下がり～
- 2005年7月29日 - はじめてどうし
- 2005年10月28日 - 魔法使いのタマゴ
- 2005年11月25日 - ひっぱりっこ ～姉妹がHバトル?!～
- 2005年12月2日 - 少女連鎖 ～Heart of the distortion～
- 2006年4月28日 - ひとりじめ! ～ママも姉妹もお隣さんも～
- 2006年9月29日 - クラスメイトは痴女ばかり!
- 2007年2月23日 - 少女連鎖2
- 2008年1月25日 - 女囚姦獄 ～1号棟：葵編～
- 2010年2月26日[1] - オレの妹のエロさが有頂天でとどまる事を知らない